# Vicia pannonica
Vicia pannonica là một loài thực vật có hoa trong họ Đậu. Loài này được Crantz miêu tả khoa học đầu tiên.

## Hình ảnh

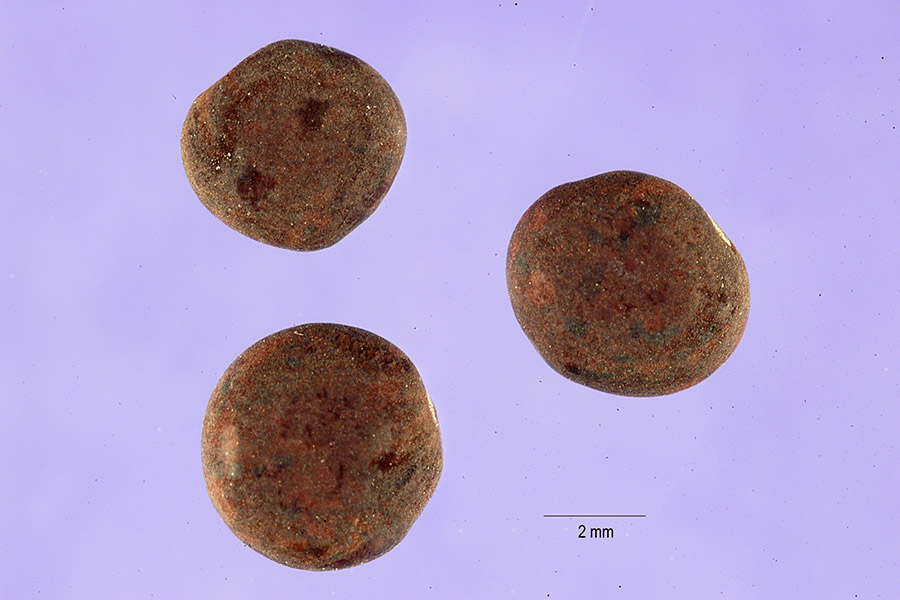
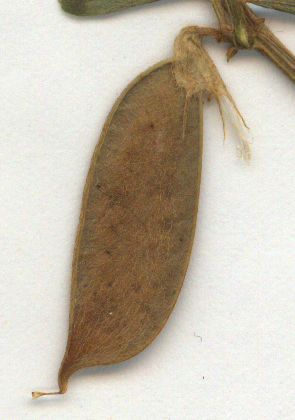
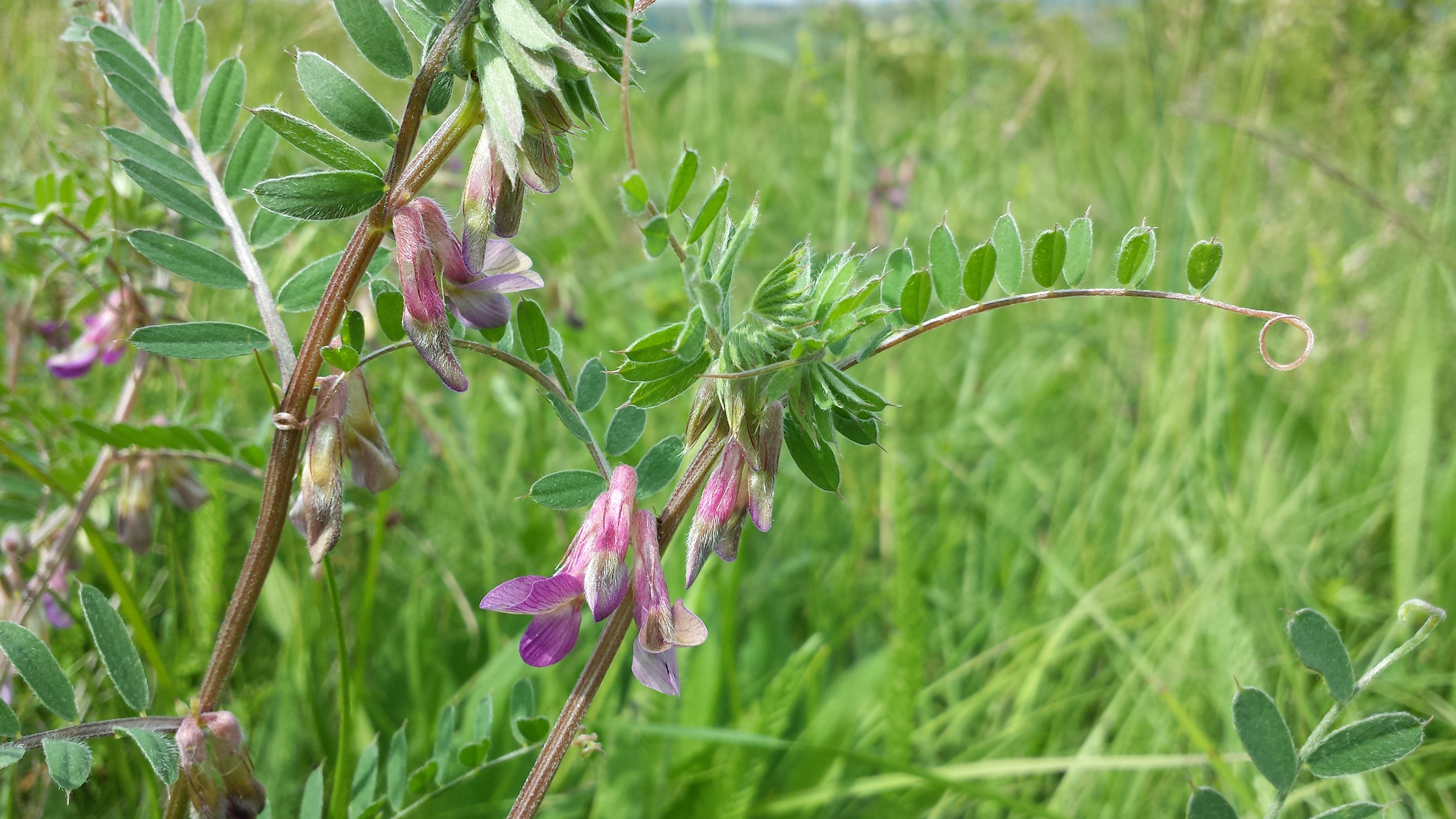
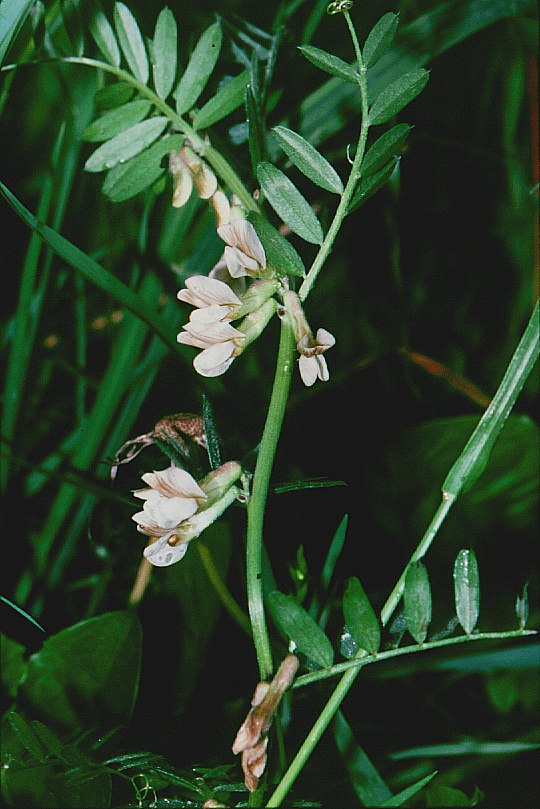